# Garrulax sannio
Garrulax sannio е вид птица от семейство Leiothrichidae.

## Разпространение
Видът е разпространен във Виетнам, Индия, Китай, Лаос, Мианмар, Тайланд и Хонконг.